# 영국 어류의 역사
《영국 어류의 역사》(영어: A History of British Fishes)는 윌리엄 야렐의 박물학 책으로 1835년부터 19개의 부분으로 처음 연재된 후 1836년에 두 권의 책으로 제본 출판되었다. 브리튼 제도에서 서식하고 있는 것으로 알려진 모든 종류의 어류를 각 종에 대한 설명과 함께 체계적으로 설명한 핸드북 또는 도감이다.

## 같이 보기
- 어류
- 도감